# 日根野要吉郎
 日根野 要吉郎（ひねの ようきちろう、1853年1月24日〈嘉永5年12月15日〉 - 1932年〈昭和7年〉5月28日）は、日本の宮内省官僚。宮中顧問官。位階および勲等は正三位・勲二等。

## 官歴
- 1872年（明治5年）5月10日 - 宮内省九等出仕[3]
- 1873年（明治6年）7月19日 - 免 出仕[3]
- 1873年（明治6年）8月12日 - 陸軍省九等出仕[3]
- 1878年（明治11年）7月2日 - 宮内省御用掛兼勤[3]
- 1884年（明治17年）6月11日 - 宮内省八等出仕、侍従職付[3]
- 1887年（明治20年）12月28日 - 依願免本官、侍従職勤務、月報六十円下賜[3]
- 1896年（明治29年）6月11日 - 任 侍従、叙六等、賜四級俸[3]
- 1897年（明治30年）10月8日 - 宮城県鍛冶谷沢軍馬育成所・青森県三本木軍馬育成所 並 新冠御料牧場へ差遣[4]
- 1899年（明治32年）6月24日 - 福岡県へ差遣[5]
- 1900年（明治33年）5月18日 - 外山御料牧場へ差遣[6]
- 1901年（明治34年）5月17日 - 御料局京都度会両事務所管内巡回[7]
- 1902年（明治35年）9月17日 - 鳥島・八丈島・小島・小笠原島・大島へ差遣[8]
- 1903年（明治36年）5月14日 - 外山御料牧場・下総御料牧場へ差遣[9]
- 1909年（明治42年）2月27日 - 小笠原島・鳥島・八丈島へ差遣[10]
- 1910年（明治43年）12月22日 - 昇叙高等官三等、賜二級俸[3]
- 1912年（明治45年）6月24日 - 賜一級俸[3]
- 1913年（大正2年）5月21日 - 小笠原島・八丈島へ差遣[11]
- 1913年（大正2年）10月15日 - 京都行幸行啓供奉[12]
- 1914年（大正3年）8月2日 - 免 日光行幸行啓供奉[13]
- 1914年（大正3年）5月21日 - 昭憲皇太后霊柩供奉[14]
- 1915年（大正4年）3月13日 - 葉山行幸行啓供奉[15]
- 1917年（大正6年）7月6日 - 久邇宮邦彦王京都帝国大学へ差遣るに随行[16]
- 1918年（大正7年）6月22日 - 陞叙高等官二等、賜二級俸[17]
- 1919年（大正8年）3月1日 - 徳寿宮李太王薨去に付き、午前十時に勅使として徳寿宮へ差遣。[18]
- 1921年（大正10年）10月6日 - 宮中顧問官[19]
- 1932年（昭和7年）5月28日 - 薨去。[20]

## 栄典・授章・授賞
位階
- 1894年（明治27年）12月21日 - 正七位[21]
- 1905年（明治38年）1月31日 - 正六位[22]
- 1910年（明治43年）2月10日 - 従五位[23]
- 1915年（大正4年）2月20日 - 正五位[24]
- 1920年（大正9年）2月28日 - 従四位[25]
- 1925年（大正14年）3月16日 - 正四位[26]
- 1930年（昭和5年）4月1日 - 従三位[27]
- 1932年（昭和7年）5月28日 - 正三位[28]

勲章等
- 1896年（明治29年）12月25日 - 勲六等瑞宝章[29]
- 1902年（明治35年）12月27日 - 勲五等瑞宝章[30]
- 1906年（明治39年）4月1日 - 明治三十七八年従軍記章[31]
- 1909年（明治42年）12月25日 - 勲四等瑞宝章[32]
- 1915年（大正4年）12月1日 - 勲三等旭日中綬章[33]
- 1920年（大正9年）11月1日 - 勲二等瑞宝章[34]

外国勲章佩用允許
- 1905年（明治38年） - 大韓帝国勲三等八卦章
- 1905年（明治38年）6月16日 - 大清帝国三等第一双竜宝星[35]
- 1911年（明治44年） - 大韓帝国三等太極章